# San Pedro Jácuaro
San Pedro Jácuaro es una localidad del estado mexicano de Michoacán. Es parte del municipio de Hidalgo.

## Toponimia
El nombre «San Pedro» hace referencia al santo patrono de la localidad: Pedro el Apóstol. El nombre «Jácuaro» proviene de los términos en purépecha: xacua, huerta; ro, lugar. Su significado es «Lugar de huertas».

## Demografía
| Gráfica de evolución demográfica |
|                                  |

| Censo | Población |
| ----- | --------- |
| 1900  | 670       |
| 1910  | —         |
| 1921  | 654       |
| 1930  | 670       |
| 1940  | 925       |
| 1950  | 364       |
| 1960  | 1105      |
| 1970  | 854       |
| 1980  | 1874      |
| 1990  | 1946      |
| 2000  | 1781      |
| 2010  | 1896      |
| 2020  | 2219      |